# Sacred Falls State Park
Sacred Falls State Park ist ein State Park mit einem Wasserfall bei Hauʻula auf der Insel Oʻahu im US-Bundesstaat Hawaii. Er wurde 1999 nach einem schweren Unglück geschlossen.

## Geographie
Der Wasserfall befindet sich im Kaluanui-Tal der Koʻolauloa-Berge in einem engen Canyon, dessen Klippen fast vertikal auf 640 m ansteigen. Aufgrund ihres vulkanischen Ursprungs sind die Felswände aus Basalt und weisen eine üppige Vegetation auf. Am Fuß des Wasserfalls hat sich ein aufgestauter Pool gebildet, dessen Rand durch herabgefallenes Gestein entstanden ist. Ein Wanderweg, der zum Becken führt, ist auf den letzten 300 m besonders stark von Steinschlag betroffen. Der Bereich oberhalb des Wanderwegs gehört zum 153 ha großen Kaluanui Natural Area Reserve. Der Eingang des Parks befindet sich am Kamehameha Highway südlich von Hauʻula.

## Geschichte
Im Jahr 1976 erwarb der Staat für 3,5 Mio. US-Dollar das Land zur Schaffung des State Parks. Aufgrund der starken Urbanisierung von Oahu und einer gestiegenen Nachfrage nach Erholungseinrichtungen sollte er eine bergorientierte Ergänzung des Parksystems in Hawaii werden. Ein Wanderweg zum Wasserfall sollte angelegt werden. Er wurde absichtlich von einer Meile auf zwei Meilen verlängert, um nur „ernsthafte“ Wanderer anzulocken. Der Park wurde 1980 eröffnet. Im ersten Fiskaljahr lag die Besucherzahl bei etwa 7000, im Fiskaljahr 1991/92 bei 70.000. Bis zum 9. Mai 1999 war eine Person im Jahr 1982 durch Steinschlag ums Leben gekommen, es gab jedoch schon zahlreiche Verletzte.
Am Muttertag 1999 wurden acht Personen durch fallende Felsen erschlagen und Dutzende verletzt. Die Felsen hatten sich von einer Canyon-Wand direkt über dem Wasserfallbecken gelöst. Es wurden keine auslösenden Faktoren wie längerer Regen oder Erdbeben festgestellt. Daraufhin wurde der Park geschlossen. Für Verstöße werden hohe Bußgelder verhängt. Wegen häufiger Missachtung des Verbots brachte die Parkverwaltung 2015 am Eingang einen QR-Code an, mit dem ein Informationsvideo abgerufen werden kann, in dem die Gefahren aufgezeigt werden. Bis Mai 2020 wurde es 18.700 Mal angesehen. Bei den Missachtern handelt es sich vorwiegend um 20- bis 30-jährige Männer.